# Кастельно-д’Эстретефон (станция)
Кастельно-д’Эстретефон — железнодорожная станция во Франции на линии Bordeaux-Saint-Jean — Сет-Вилль, расположенный в коммуне Кастельно-д’Эстретфон, в департаменте Верхняя Гаронна в регионе Окситания. Станция открыта в 1856 году французской железнодорожной компанией Chemins de fer du Midi на линии между Valence-d'Agen и Тулузой.

## Ж/Д перевозки
В настоящее время Castelnau-d'Estrétefonds работает в следующих маршрутах:
| № маршрута | Предыдушая остановка | Поезд     | Следующая остановка |
| ---------- | -------------------- | --------- | ------------------- |
| M17        | Седина               | Окситания | Св Георгий          |
| M18        | Монтабан             | Окситания | Св Георгий          |
| M19        | Седина               | Окситания | Св Георгий          |